# Battle Cry (Judas Priest)
| Recensione | Giudizio |
| ---------- | -------- |
| Discogs    |          |
| AllMusic   |          |

Battle Cry è il sesto album live rilasciato dal gruppo musicale britannico Judas Priest il 25 marzo 2016. È stato registrato il 1º agosto 2015 al Wacken Open Air festival durante il loro tour di supporto all'album Redeemer of Souls.

## Tracce
1. Battle Cry – 0:33 – intro
2. Dragonaut – 4:12
3. Metal Gods – 4:13
4. Devil's Child – 5:18
5. Victim of Changes – 8:58
6. Halls of Valhalla – 6:07
7. Redeemer of Souls – 4:10
8. Beyond the Realms of Death – 7:01
9. Jawbreaker – 4:05
10. Breaking the Law – 2:47
11. Hell Bent for Leather – 4:26
12. The Hellion – 0:36 – intro
13. Electric Eye – 4:36
14. You've Got Another Thing Comin' – 11:02
15. Painkiller – 7:25